# Aminivibrio
Aminivibrio es un género de bacterias gram-negativas perteneciente a la familia de las Synergistaceae, con solo una especie reconocida (Aminivibrio pyruvatiphilus), la cual fue aislada del suelo de un campo de arroz.